# الصراع العربي الإيراني

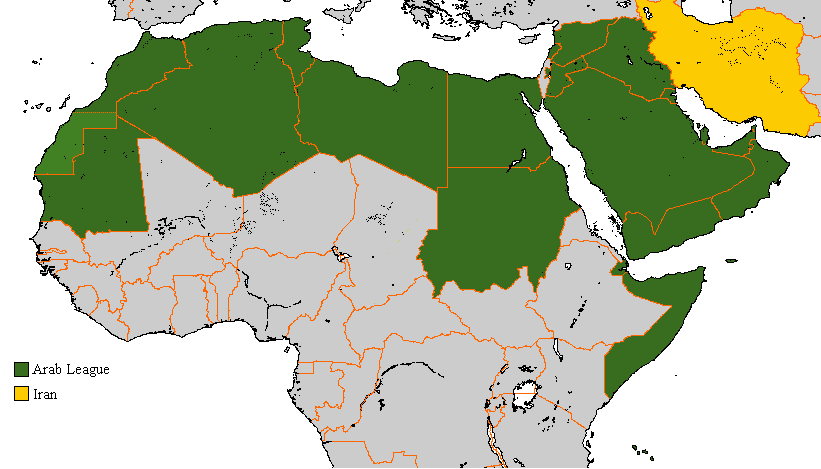

يُقصد بالصراع العربي الإيراني – في هذه المقالة – الصراع الحديث بين الدول العربيّة وإيران وحتى التوترات العرقية بين العرب والفرس، بالإضافةِ إلى العلاقات الشيعية السنية التاريخية. لقد أسفرَ الصراع العربي الإيراني عن أشدِّ الحروب دموية في العصر الحديث في الشرق الأوسط؛ ألا وهي حرب الخليج الأولى بين إيران والعراق والتي أسفرت عن مقتل ما بين 750 ألفًا إلى مليون قتيل؛ بالإضافة إلى الحرب الأهلية السورية – التي تورّطت فيها إيران بشكلٍ مباشرٍ حينما دعمت النظام السوري عسكريًا – التي تسبَّبت في مقتل ما بين 371,222 حتى 570,000 شخص إلى حدود منتصف عام 2019.

## الجدول الزمني

### انتفاضة الأحواز
كانت انتفاضة الأحواز عام 1979 واحدةً من الانتفاضات الوطنية في إيران والتي اندلعت في أعقابِ الثورة الإسلاميّة، لكنّها قُمعت بالعنفِ والقوّة من قِبل قوات الأمن الإيرانية ممَّا أسفرَ عن مقتلِ أكثر من مائة شخص من كلا الجانبين.

### الحرب العراقية الإيرانية
بدأت الحرب بين إيران والعراق في 22 أيلول/سبتمبر 1980؛ عندما غزا صدام حسين إيران ثمّ انتهت في 20 آب/أغسطس 1988 حينما قبلت طهران وقفَ إطلاق النار الذي توسَّطت فيه الأمم المتحدة. حسب بعض التحليلات؛ فإنّ النظام العراقي بقيادة صدام حسين أرادَ أن يحل محلَّ إيران «كدولة مهيمنة» في الخليج العربي؛ وكان قلقًا من أن الثورة الإيرانية عام 1979 ستؤدي بالأغلبية الشيعية في العراق إلى التمرّدِ ضد الحكومة البعثية. لقد تسبَّبت تلك الحرب في عدّة تبعات بما في ذلك النزاعات الحدودية وخُطط العراق لضمِّ محافظة خوزستان الغنيّة بالنفط والضفَّة الشرقية من شط العرب.
على الرغمِ من أن العراق كان يأملُ في الاستفادة من فوضى ما بعد الثورة الإيرانية إلّا أنه حقق تقدمًا محدودًا وتمَّ صده سريعًا؛ قبل أن تستعيدَ إيران تقريبًا كل الأراضي التي فقدتها بحلول حزيران/يونيو 1982. على مدى السنوات الست المُقبلة؛ كانت إيران في موقع الهجوم إلى حينِ نهاية الحرب تقريبًا. في تلك الفترة؛ كثُرت الحروب بالوكالة حيثُ برزت حركة مجاهدي خلق إلى جانبِ العراق؛ فيما وقفت الميليشيات الكردية العراقية التابعة للحزب الديمقراطي الكردستاني و‌الاتحاد الوطني الكردستاني إلى جانبِ إيران. خلال الحربِ أيضًا؛ قدَّمت الولايات المتحدة وبريطانيا والاتحاد السوفيتي وفرنسا ومعظم الدول العربية الدعم السياسي واللوجستي للعراق؛ بينما كانت إيران معزولةً إلى حدٍ كبيرٍ ظاهريًا بينما لقيت دعمًا خفيًا من دول أخرى.
تسببت الحرب بعد ثماني سنوات في عددٍ من المشاكل الاقتصادية لطهران كما تراجعت الروح المعنوية لمقاتليها فضلًا عن إخفاقاتها العسكرية المتكررة والنجاحات العراقية الأخيرة التي تعزَّزت بفضلِ استخدامِ بغداد لأسلحة محرّمة دوليًا خلال بعض الاشتباكات وكذا انعدام التعاطف الدولي وتزايد التوتر العسكري الأمريكي الإيراني؛ أدّت إلى قبول طهران وقف إطلاق النار بوساطةِ الامم المتحدة. لقد قُتل خلال هذه الحرب الطويلة ما قُدٍّر بنحو نصف مليون جندي عراقي وإيراني؛ بالإضافة إلى عددٍ أقل من المدنيين ولم تُسفر نهاية الحرب عن تعويضات ولا أيّ تغييرات على الحدود.

### الصراع الإيراني السعودي
صراع إيران والسعودية بالوكالة ويُشار إليه أحيانًا باسمِ الحرب الباردة بين إيران والمملكة العربية السعودية، أو الحرب الباردة في الشرق الأوسط، هو صراعٌ مستمرٌ بين إيران من جهة والسعودية من جهة ثانية من أجلِ «تزعّم» منطقة الشرق الأوسط. دخل البلدانِ في حروبٍ مباشرةٍ بالوكالة في عددٍ من النزاعات بما في ذلك الحروب الأهلية في كلٍ سوريا، اليمن، والعراق. كما امتدَّ التنافس بين الطرفينِ في عددٍ من الدول والمناطق الأخرى بما في ذلك البحرين، لبنان، قطر، باكستان، أفغانستان، نيجيريا، والمغرب، وكذا المنافسة في مناطق شمال وشرق إفريقيا،  وأجزاءٍ من جنوب آسيا، وآسيا الوسطى، والقوقاز.
يدورُ الصراع بين الرياض وطهران على عدّة مستويات بما في ذلك النفوذ الجيوسياسي والاقتصادي والطائفي والرغبة في «الهيمنة الإقليمية». لقد تطوّرَ الصراع بين الدولتين بعد تدخل أطراف فاعلة أخرى فيهِ والحديث هنا عن الدعم الأمريكي للمملكة العربية السعودية وحلفائها مُقابل الدعم الروسي والصيني لإيران وحلفائها ما رسمَ مقارنات مع ظروف وديناميات حقبة الحرب الباردة؛ لدرجةِ أن رئيس الوزراء الروسي دميتري ميدفيديف قد وصفَ ما يجري في الشرق الأوسط في أحدِ تصريحاتهِ بـ «الحرب الباردة الثانية». إنَّ التنافس اليوم هو في المقام الأول صراعٌ سياسي واقتصادي قد تفاقم بسبب الاختلافات والخلافات الدينية؛ كما تمَّ استغلال الطائفية في المنطقة من قبل البلدين لأغراض جيوسياسية كجزء من صراعٍ أكبر، فإيران ترى في نفسها قائدة العالَم الشيعي بينما ترى السعودية نفسها كقائدة العالَم السُنِّي.